# Staurobates schusteri
Staurobates schusteri är en kvalsterart som beskrevs av Grandjean 1966. Staurobates schusteri ingår i släktet Staurobates och familjen Staurobatidae.

## Underarter
Arten delas in i följande underarter:
- S. s. schusteri
- S. s. cordobensis